# P (バンド)
P は、短命に終わったアメリカ合衆国のオルタナティヴ・ロック・バンド。1993年はじめにバットホール・サーファーズ (Butthole Surfers) のフロントマンであるギビー・ヘインズ (Gibby Haynes)（ボーカル）、俳優ジョニー・デップ（ギター/ベース）、俳優サル・ジェンコ (Sal Jenco)（パーカッション）、ソングライターのビル・カーター (Bill Carter)（ギター/ベース）によって結成された。

## 活動歴
このバンドは、1993年のオースティン音楽賞 (the Austin Music Awards) で最初のショーをおこない、エポニム（バンド名と同名）のアルバム『P』を1995年11月21日にキャピトル・レコードからリリースした。このアルバムは、後に2007年5月8日にキャロライン・レコードから再発売されている。バンドは、かつてデップが共同経営に加わっていたザ・ヴァイパー・ルーム (The Viper Room) で、しばしば不定期にギグを行なった。そのひとつは1993年10月30日に行なわれ、ラインナップにはレッド・ホット・チリ・ペッパーズのフリーが参加していた。ヘインズは、その夜のラインナップ全員がそうであったように、俳優リヴァー・フェニックスの親友だった。バンドは「Michael Stipe」（R.E.M.のマイケル・スタイプのことを取り上げた歌）を演奏し、その歌詞には「なつかしいマイケル・スタイプに会えてうれしいぜ、奴の車を見かけなかったし。奴とリヴァー・フェニックスは明日旅に出るはずだったけど (I'm glad I met old Michael Stipe, I didn't get to see his car. Him and River Phoenix were leaving on the road tomorrow)」、「でも俺たちはそれには乗らない、俺たちのハートのかけらも、マイケルも、リヴァー・フェニックスも、フリーも俺も (but we didn't have a part, not a piece of our heart, not Michael, River Phoenix or Flea or me)」といった言葉が入っていた。このとき、演奏していたバンドのメンバーは知らなかったのだが、フェニックスはザ・ヴァイパー・ルームの前の歩道上で心臓発作を起こして倒れていた。フェニックスは翌10月31日未明に、コカインとヘロインの過剰摂取による心不全で死去した。

## ディスコグラフィ
このバンドの唯一のリリースは、エポニム・アルバム『P』である。オリジナル盤は1995年11月21日にキャピトル・レコードからリリースされた。このアルバムは、後に2007年5月8日にキャロライン・レコードから再発売されている。バンドのメンバーは、ギビー・ヘインズ（バットホール・サーファーズ）、俳優ジョニー・デップ（The Kids、Rock City Angels で既に音楽活動をしていた）、俳優サル・ジェンコ（『21ジャンプストリート』の "Blowfish"）、ソングライターのビル・カーターであった。このほか、アルバムに参加したミュージシャンには、フリー（レッド・ホット・チリ・ペッパーズ）、スティーヴ・ジョーンズ（セックス・ピストルズ）、アンドリュー・ワイス (Andrew Weiss)（Ween、ロリンズ・バンド）、チャック・E・ワイス (Chuck E. Weiss)（ライトニン・ホプキンス、The G.D. Liars）、ルース・エルスワース＝カーター (Ruth Ellsworth-Carter) らが含まれていた。

### トラック・リスト
| #         | タイトル                                                   | 作詞・作曲                                                                             | 時間  |
| --------- | ---------------------------------------------------------- | -------------------------------------------------------------------------------------- | ----- |
| 1.        | 「I Save Cigarette Butts」(ダニエル・ジョンストンのカバー) | ダニエル・ジョンストン (Daniel Johnston])                                              | 3:43  |
| 2.        | 「Zing Splash」                                            |                                                                                        | 3:16  |
| 3.        | 「Michael Stipe」                                          |                                                                                        | 4:25  |
| 4.        | 「Oklahoma」                                               |                                                                                        | 3:38  |
| 5.        | 「Dancing Queen（ダンシング・クイーン）」(ABBAのカバー)    | ベニー・アンダーソン、ビョルン・ウルヴァース、スティッグ・アンダーソン (Stig Anderson) | 3:47  |
| 6.        | 「Jon Glenn (Mega Mix)」                                   |                                                                                        | 9:00  |
| 7.        | 「Mr. Officer」                                            |                                                                                        | 3:43  |
| 8.        | 「White Man Sings the Blues」                              |                                                                                        | 6:40  |
| 9.        | 「Die Anne」                                               |                                                                                        | 4:43  |
| 10.       | 「Scrapings from Ring」                                    |                                                                                        | 7:51  |
| 11.       | 「The Deal」                                               |                                                                                        |       |
| 合計時間: | 合計時間:                                                  | 合計時間:                                                                              | 57:08 |